# Jan Hradecký
Jan Hradecký (* 2. dubna 1974, Nový Bor, Československo) je český geomorfolog a geoekolog. Ve svých vědeckých pracích se věnuje zejména fluviální a svahové geomorfologii, paleoenvironmentálním a geoekologickým změnám v kvartéru nebo aplikaci geomorfologie a geoekologie v krajinném managementu. V současnosti působí jako děkan Přírodověcké fakulty Ostravské univerzity a je členem tamní katedry fyzické geografie a geoekologie, kterou do roku 2015 vedl. V roce 2019 dosáhl na Web of Science H-index 17 (evidováno 47 publikací) a má přes 700 citací. V rámci své akademické praxe vedl přes sto bakalářských, diplomových a disertačních prací.

## Život a působení
V letech 1980–1988 navštěvoval Základní školu U lesa v Novém Boru. Láska k přírodním vědám a přírodě se u něj začala naplno projevovat při studiích na Gymnáziu Česká Lípa, které navštěvoval v letech 1988–1992. Po maturitě zamířil na Západočeskou univerzitu v Plzni, kde studoval v letech 1992–1995 ekonomickou a regionální geografii. Po získání bakalářského titulu zamířil v roce 1995 do Ostravy, kde na Přírodovědecké fakultě Ostravské univerzity získal v roce 1998 magisterský titul v oboru fyzická geografie a geoekologie. Právě v Ostravě našel svůj druhý domov a s Ostravskou univerzitou je profesně dosud spojen. Doktorský titul v oboru fyzická geografie získal v roce 2005 na Přírodovědecké fakultě Masarykovy univerzity. Rigorózní řízení v oboru fyzická geografie a geoekologie, při kterém získal titul RNDr., pak absolvoval ve stejném roce na ostravské Přírodovědecké fakultě. Habilitaci získal v roce 2009 na Přírodovědecká fakultě Univerzity Komenského v Bratislavě.

## Akademické funkce a členství v orgánech
- 2015 – 2023 děkan PřF, předseda Vědecké rady PřF OU
- 2015 – dosud člen Vědecké rady OU
- 2015 – 2019 člen Vědecké rady UJEP
- 2011 – 2015 vedoucí katedry fyzické geografie a geoekologie PřF OU
- 2010 – 2015 předseda oborové rady doktorského oboru Environmentální geografie, dosud člen
- 2012 – dosud člen oborové rady doktorského studia fyzické geografie a geoekologie na PřF UK
- 2000 – 2004 člen, předseda Akademického senátu PřF OU

## Členství v profesních organizacích, redakčních radách a poradních orgánech
- člen České asociace geomorfologů - předseda (2009–2013), místopředseda (2013–dosud)
- National Scientific Member of International Association of Geomorphologists (2009–2013)
- člen České geografické společnosti
- člen České společnosti pro krajinnou ekologii - Regionální organizace IALE České republiky
- člen České geografické společnosti
- člen Odborného panelu při Správě CHKO Poodří
- člen redakční rady Geoenvironmental Disasters (Springer)
- člen redakční rady časopisu Acta Universitatis Carolinae Geographica (Scopus)
- 2014 – 2019 člen redakční rady Moravian Geographical Reports (IF)
- člen dozorčí rady Ústav Geoniky AV ČR, v.v.i.

## Působení v zahraničí
- 16. 2. – 3. 3. 2017 Patagonie, Argentina (terénní výzkum)
- 29. 9. – 8. 10. 2016 SWU, Soul, Jižní Korea
- 1. – 10. 12. 2015 University of Massachusetts
- 23. 9. – 1. 10. 2015 Taurus, Turecko (terénní výzkum)
- 20. – 26. 6. 2014 Konference ESOF, Kodaň, Dánsko
- 2. – 12. 6. 2014 World Landslide Forum 3, Peking, Čína
- 25. 8. – 2. 9. 2013 8th International Conference on Geomorphology IAG, Paříž, Francie
- 11. — 20. 5. 2013 Krym, Ukrajina (terénní výzkum)
- 13. – 20. 4. 2013 University of Coimbra, Portugalsko (Erasmus)
- 3. — 13. 11. 2012 International Symposium on Earthquake-induced Landslides, Kiryu, Japonsko
- 9. — 19. 9. 2012 Východní pobřeží Kaspického moře, Kazachstán (terénní výzkum)
- 8. – 18. 5. 2012 Krym, Ukrajina (terénní výzkum)
- 11. – 16. 3. 2012 University of Lubljana, Slovinsko (Erasmus, vyžádaná přednáška pro SAG)
- 15. – 26. 5. 2011 Krym, Ukrajina (terénní výzkum)
- 8. — 15. 4. 2011 Taurus, Turecko (terénní výzkum)
- 16. – 19. 5. 2010 Krym, Ukrajina (terénní výzkum)
- 1. — 12. 10. 2009 Kubáň, Rusko (terénní výzkum)
- 7. – 20. 5. 2009 Krym, Ukrajina (terénní výzkum)
- 15. – 28. 11. 2008 First World Landslide Forum, Tokyo, Japonsko
- 3. – 25. 9. 2007 4th International conference on debris-flow hazards mitigation: mechanics, prediction, and assessment, Chengdu, Čína
- 6. – 25. 5. 2007 Krym, Ukrajina (terénní výzkum)
- 20. 8. – 20. 9. 2006 Regional Conference on Geomorphology, Goiania, Brazílie
- 19. 5. – 10. 6. 2006 Krym, Ukrajina (terénní výzkum)
- 5. – 16. 9. 2005 6th International Conference on Geomorphology IAG, Zaragoza, Španělsko
- 23. – 26. 1. 2003 Aalen, SRN (digitální fotogrammetrie)
- 12. – 15. 10. 2001 Universität Bonn, SRN (Erasmus)

## Vybrané publikace
- Radecki-Pawlik, A., Pagliara, S., Hradecký, J. a Hendrickson, E. Open Channel Hydraulics, River Hydraulic Structures and Fluvial Geomorphology: For Engineers, Geomorphologists and Physical Geographers. Boca Raton: CRC Press, Taylor & Francis Group, 2018. 508 s. ISBN 978-1-4987-3082-2.
- Hradecký, J. a Škarpich, V. Selected Principles of Fluvial Geomorphology. In: Open Channel Hydraulics, River Hydraulic Structures and Fluvial Geomorphology. Boca Raton: CRC Press, Francis & Taylor Group, 2018. s. 241-258. ISBN 978-1-4987-3082-2.
- Hradecký, J. a Brázdil, R. Climate in the Past and Present in the Czech Lands in the Central European Context. In: Landscapes and Landforms of the Czech Republic. Cham: Springer, 2016. s. 19-28. World geomorphological landscapes. ISBN 978-3-319-27536-9.
- Pánek, T. a Hradecký, J. Landscapes and Landforms of the Czech Republic. Cham: Springer, 2016. World geomorphological landscapes. 422 s. ISBN 978-3-319-27536-9.
- Hradecký, J., Dušek, R., VELEŠÍK, M., CHUDANIČOVÁ, M., Škarpich, V., Jarošek, R. a Lipina, J. Poodří - Landscape of Ponds and a Preserved Meander Belt of the Odra River. In: Landscapes and Landforms of the Czech Republic. Cham: Springer, 2016. s. 333-346. World Geomorphological Landscapes. ISBN 978-3-319-27536-9.